# Buenos Aires Design

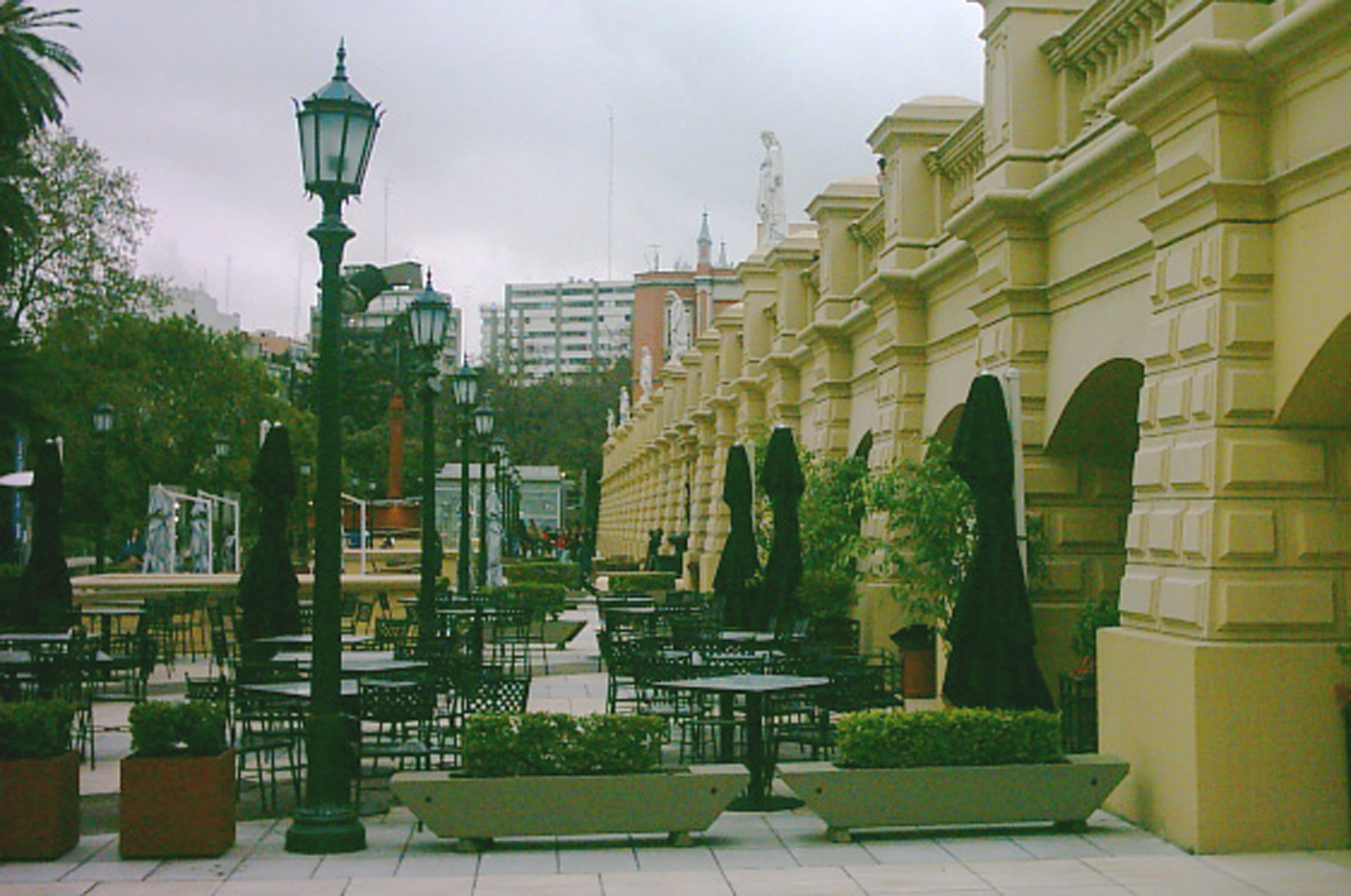
Zona de comidas que era un polo gastronómico de renombre, en el cual destacaba el Hard Rock Cafe.

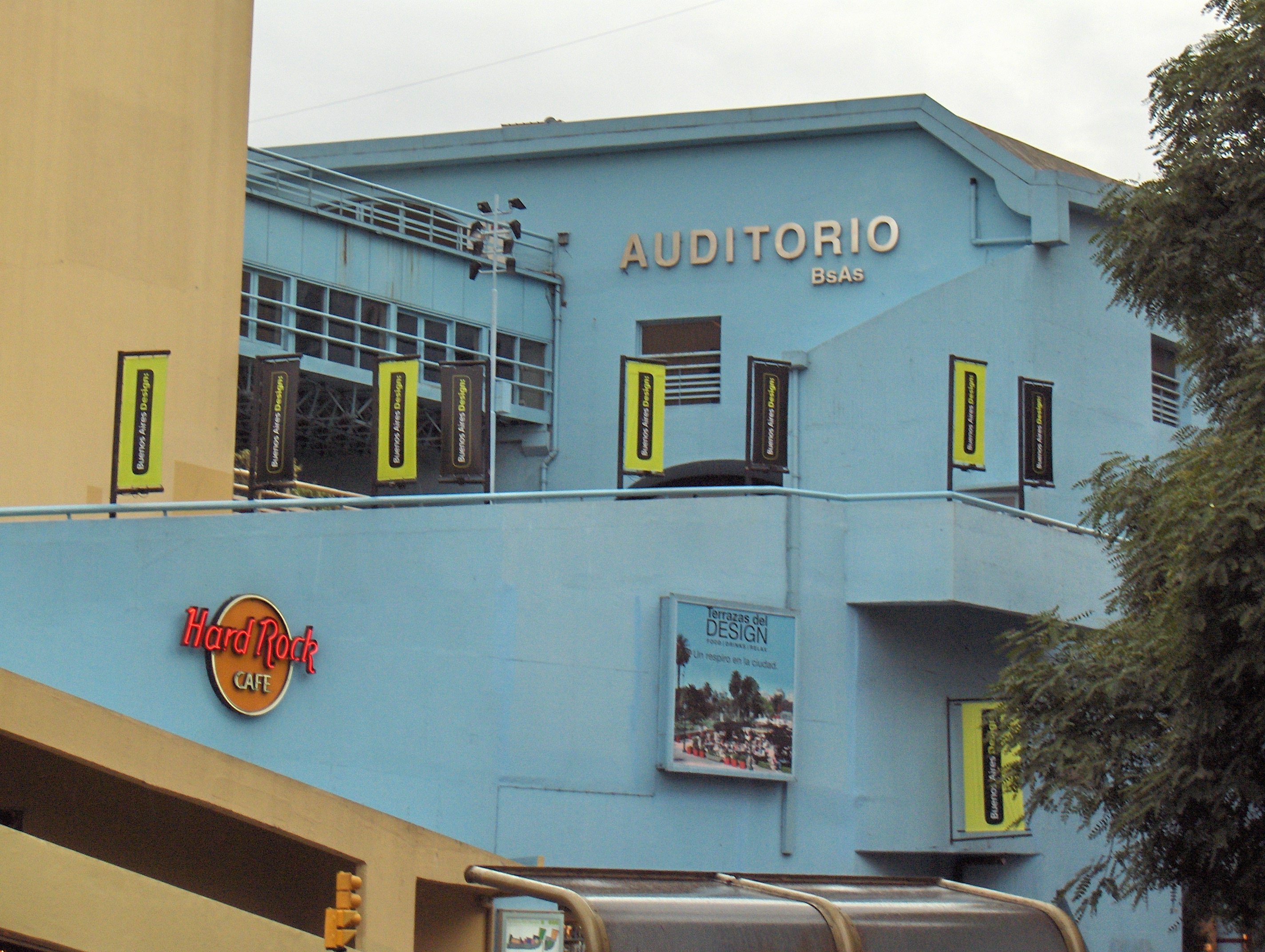
Auditorio Buenos Aires, parte del Buenos Aires Design.

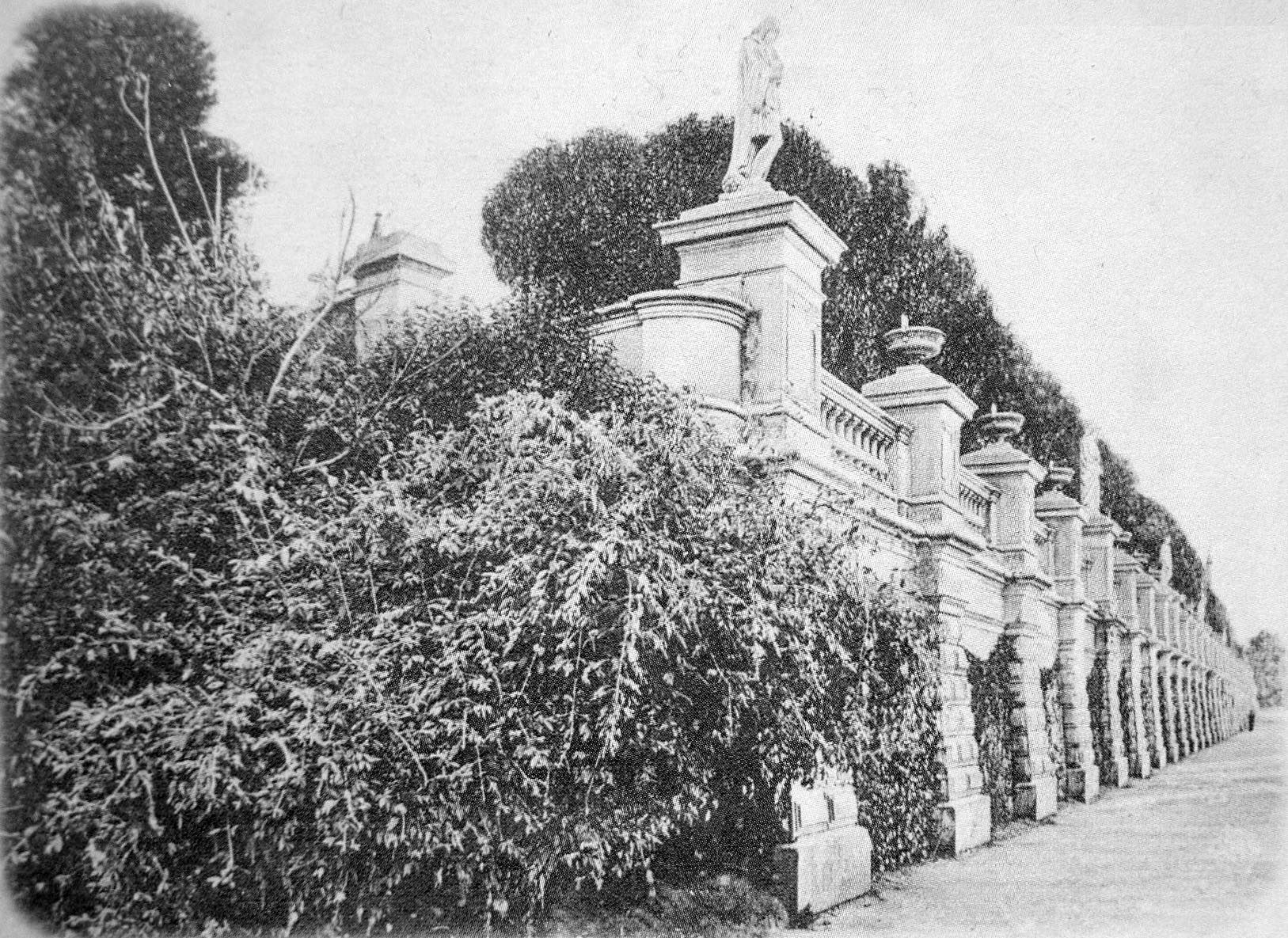
Vista del paredón del Asilo Viamonte hacia 1900. Allí funcionaba el patio de comidas del Design.

El Buenos Aires Design era un centro comercial en el barrio de Recoleta, Ciudad de Buenos Aires, Argentina. Formaba parte de un polo turístico y recreativo, junto al Cementerio de Recoleta, el Centro Cultural Recoleta y la popular Plaza Intendente Alvear (conocida como Plaza Francia).

## Características
Inaugurado en noviembre de 1993, era el único mall de la ciudad de Buenos Aires dedicado enteramente al diseño, construcción, equipamiento y decoración Fue diseñado por los arquitectos Clorindo Testa, Juan Genoud, Giselle Graci y Eduardo Bompadre como parte de un complejo llamado "Terrazas del Pilar", desarrollado por la firma Emprendimiento Recoleta S.A., con la colaboración de Alto Palermo S.A. (del Grupo Pérez Companc) y el Grupo Banco Provincia.
El edificio tiene 3 niveles y 100 locales comerciales. El primer nivel tiene una terraza de 3000 m² donde existía un patio de comidas a lo largo de una galería abierta. Este sector permaneció abierto luego del cierre del centro comercial, pero cerró definitivamente en junio de 2020.
Desarrollado en una época de auge del barrio, el centro comercial se integró con el área gastronómica de moda, en la calle Junín, y el Centro Cultural Recoleta, uno de los polos culturales de Buenos Aires, proyectado también por el arquitecto Clorindo Testa. Fue ocupado en un comienzo por marcas de alta categoría y se diseñó un exclusivo patio de comidas al aire libre, al cual se sumó en 1995 el Hard Rock Café Buenos Aires. En 1997 IRSA adquirió el 50% de la sociedad propietaria y se realizaron reformas en el edificio, como la eliminación de la rampa circular que conectaba el edificio con la Plaza Alvear.
Además del centro comercial, el complejo estaba integrado por el Auditorio de Buenos Aires, una sala de conferencias y el sector gastronómico que ocupa uno de los edificios que originalmente fue diseñado para alojar a Planet Hollywood, aunque esta franquicia finalmente no se instaló.
Seriamente golpeado por la crisis económica de 2001, el Buenos Aires Design llegó a tener 14 locales desocupados y tuvo que relanzarse a comienzos de 2003 cambiando su perfil. En 2002, se había buscado darle nuevo impulso al shopping realizando Casa FOA en sus locales libres, en medio de una dura situación económica en la Argentina. Luego del estallido social y la pérdida del cambio monetario atado al dólar, numerosas marcas internacionales habían dejado el país, afectando especialmente a este centro comercial. Con la propuesta del Auditorio de Buenos Aires y la recuperación económica, el Design logró resurgir, aunque Recoleta ya había perdido su posición de exclusividad, por lo que debió orientarse a un público más masivo, frente al auge de Puerto Madero y la revalorización de Palermo Soho y Las Cañitas como sectores gastronómicos.
En 2013 los legisladores porteños Gustavo Vera y Pablo Bergel (Proyecto Sur), presentaron una denuncia por diferentes irregularidades en las distintas concesiones otorgadas por el Gobierno de la Ciudad. IRSA pagaba apenas $46.000 mensuales en concepto de derechos de uso. El encargado del nexo entre el gobierno de la ciudad e IRSA era Augusto Rodríguez Larreta, gerente de Relaciones Institucionales de IRSA, y hermano de Horacio Rodríguez Larreta, entonces Jefe de Gabinete del Gobierno porteño.
En 2015 se presentó una iniciativa impulsada por el Ejecutivo porteño de Mauricio Macri que apuntaba a vender el Buenos Aires Design. La concesionaria Emprendimientos Recoleta SA logró previamente que Macri le renovara el permiso por cuatro años y 364 días, a partir de 2013. El legislador Campagnoli explicó que “si lo hacía por cinco años (un día más del plazo fijado), el procedimiento tenía que ser aprobado por la Legislatura”. El diputado Adrián Camps rechazó el proyecto sosteniendo que se trataba de “un nuevo intento de beneficiar a sectores privados mediante la transferencia de bienes públicos”. En noviembre de 2018 se anunció el cierre de Buenos Aires Design, lo que produjo reclamos y protestas por parte de locatarios y trabajadores, que argumentaban que unas 1500 personas perderían sus fuentes de trabajo. Finalmente, la orden de cierre fue postergada por un año.
En 2019, el centro comercial cerró definitivamente sus puertas, a excepción de los locales gastronómicos, que permanecieron abiertos hasta junio de 2020.
En junio de 2020 se anunció que el holding uruguayo Hatzalaj y el grupo panameño Urban Development Group serían los nuevos concesionarios del edificio, donde preveían instalar un centro comercial enfocado al entretenimiento basado en la tecnología, simulación, deportes y juegos para todas las edades, llamado "Oh! Buenos Aires". Su experiencia en centros comerciales data de su shopping "Oh! La Barra" en Punta del Este. 
En noviembre de 2021 comenzó las obras según el cronograma de obra comprometido para convertirlo en el primer centro de entretenimientos gastronomía y comercial a cielo abierto y COVID free 
La inauguración se prevé para el primer trimestre de 2024.

## Ubicación
El edificio se encuentra encerrado entre la Avenida del Libertador, la Avenida Pueyrredón, el Cementerio de la Recoleta, y la Plaza Intendente Alvear (erróneamente conocida como "Plaza Francia").
La zona se caracteriza por ser muy turística y existir variada oferta de sectores de todo tipo de entretenimiento.